# Guindola (Menorca)

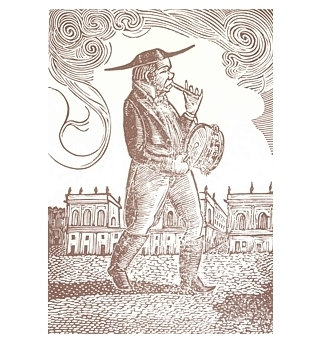
Fabioler de les festes de Sant Joan amb Guindola, a un estampa de Francesc Hernández Sanz

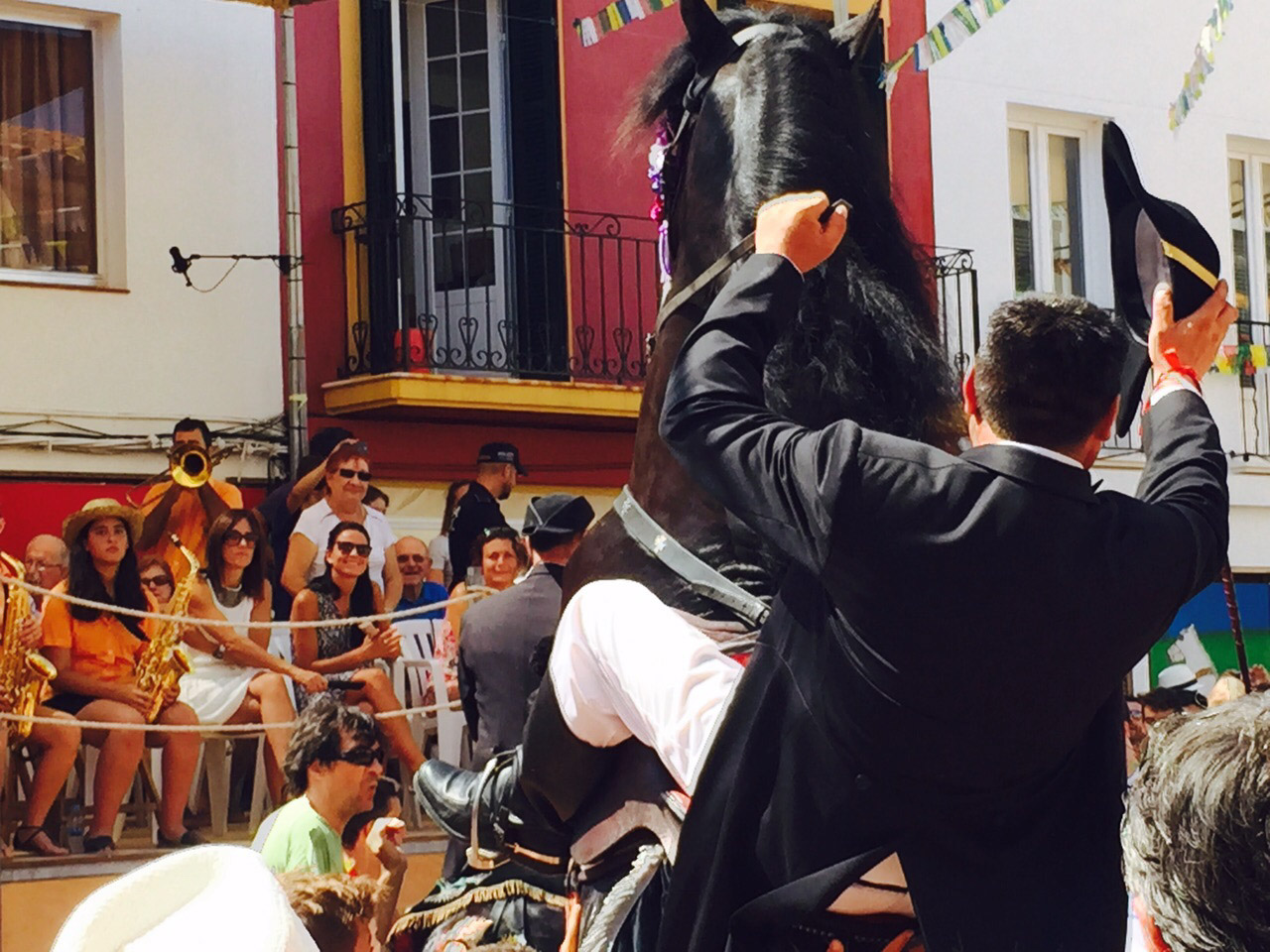
Caixer botant amb la Guindola a la mà durant el jaleo de les festes de Sant Martí, Es Mercadal

Es coneix com a guindola, el capell tradicional que s'utilitza a Menorca, principalment a les festes tradicionals.
Es tracta d'un bicorn, de color negre, que en alguns casos porta un galó daurat inclinat al lateral, i que forma part de la indumentària tradicional de tots els caixers i cavallers de les festes tradicionals de Menorca, menys els caixers pagesos de les festes de Sant Joan de Ciutadella, que porten l'anomenat capell de teula, i que seria més similar a un capell normal però amb les ales laterals recollides cap a l'interior.
D'acord amb els protocols de les festes, els Caixers han d'anar coberts amb guindola durant la majoria del temps de la celebració, i es descobreixen com a senyal de respecte cap a altres persones o institucions.
Les guindoles estan fabricades normalment amb vellut negre, i folrades de seda al seu interior.
A part de les festes tradicionals de Menorca, durant la celebració dels actes commemoratius de la diada de Menorca, tres regidors de l'ajuntament de Ciutadella que van a cavall des de l'Ajuntament fins a la Catedral de Menorca i posterior processó dels tres tocs, portant el penó de l'antiga Universitat General, antecessora de l'Ajuntament de Ciutadella, van vestits amb la indumentària similar a la dels caixers, i porten també guindola.